# 1939-es Copa América
Az 1939-es Dél-amerikai Válogatottak Bajnoksága a 15. dél-amerikai kontinenstorna volt. Peruban rendezték, és a tornát története során először nyerte meg a Perui válogatott.

## Résztvevők
| - Chile - Ecuador - Paraguay | - Peru - Uruguay |

Argentína, Bolívia, Brazília és Kolumbia visszalépett. Ecuador először vett részt a kontinenstornán.

## Eredmények
Az öt részt vevő válogatott egy csoportban, körmérkőzéses formában mérkőzött meg egymással. A csoport élén végzett csapat nyerte meg a kontinensviadalt.

### Mérkőzések
| 1939. január 15. |

| Paraguay                                 | 5–1   | Chile     |
| ---------------------------------------- | ----- | --------- |
| Godoy 10' 24' Barrios 47' 75' Aquino 88' | (2–1) | Sorrel 8' |

| Estadio Nacional, Lima Nézőszám: 10 000 Játékvezető: Alberto Március (ecuadori) |

| 1939. január 15. |

| Peru                                       | 5–2   | Ecuador         |
| ------------------------------------------ | ----- | --------------- |
| T. Fernández 6' 34' 77' J. Alcalde 16' 58' | (3–0) | Alcívar 55' 89' |

| Estadio Nacional, Lima Nézőszám: 10 000 Játékvezető: Carlos Puyol (uruguayi) |

| 1939. január 22. |

| Uruguay                                      | 6–0   | Ecuador |
| -------------------------------------------- | ----- | ------- |
| Porta 22' S. Varela 53' 55' 81' Lago 65' 70' | (1–0) |         |

| Estadio Nacional, Lima Nézőszám: 10 000 Játékvezető: Enrique Cuenca (perui) |

| 1939. január 22. |

| Peru                                           | 3–1   | Chile         |
| ---------------------------------------------- | ----- | ------------- |
| T. Fernández 46' 65' (11-esből) J. Alcalde 80' | (0–0) | Domínguez 55' |

| Estadio Nacional, Lima Nézőszám: 6 000 Játékvezető: Carlos Puyol (uruguayi) |

| 1939. január 29. |

| Uruguay                                 | 3–2   | Chile             |
| --------------------------------------- | ----- | ----------------- |
| S. Varela 11' Camaití 30' Chirimini 73' | (2–2) | Muñoz 3' Luco 39' |

| Estadio Nacional, Lima Nézőszám: 15 000 Játékvezető: Enrique Cuenca (perui) |

| 1939. január 29. |

| Peru                                | 3–0   | Paraguay |
| ----------------------------------- | ----- | -------- |
| T. Fernández 11' 30' J. Alcalde 78' | (2–0) |          |

| Estadio Nacional, Lima Nézőszám: 15 000 Játékvezető: Alfredo Vargas (chilei) |

| 1939. február 5. |

| Chile                                          | 4–1   | Ecuador    |
| ---------------------------------------------- | ----- | ---------- |
| Toro 6' Avendaño 15' 79' Sorrel 19' (11-esből) | (3–1) | Arenas 35' |

| Estadio Nacional, Lima Nézőszám: 10 000 Játékvezető: Carlos Puyol (uruguayi) |

| 1939. február 5. |

| Uruguay                                     | 3–1   | Paraguay    |
| ------------------------------------------- | ----- | ----------- |
| Lago 14' S. Varela 40' (11-esből) Porta 66' | (2–0) | Barrios 59' |

| Estadio Nacional, Lima Nézőszám: 10 000 Játékvezető: Enrique Cuenca (perui) |

| 1939. február 12. |

| Paraguay                        | 3–1   | Ecuador    |
| ------------------------------- | ----- | ---------- |
| Mingo 4' Godoy 61' Barreiro 63' | (1–0) | Arenas 75' |

| Estadio Nacional, Lima Nézőszám: 15 000 Játékvezető: Enrique Cuenca (perui) |

| 1939. február 12. |

| Peru                      | 2–1   | Uruguay   |
| ------------------------- | ----- | --------- |
| J. Alcalde 7' Bielich 35' | (2–1) | Porta 44' |

| Estadio Nacional, Lima Nézőszám: 40 000 Játékvezető: Alfredo Vargas (chilei) |

### Végeredmény
A hazai csapat eltérő háttérszínnel kiemelve.
| Helyezés | Nemzet   | M | Gy | D | V | G+ | G– | Gk  | P |
| -------- | -------- | - | -- | - | - | -- | -- | --- | - |
| Arany    | Peru     | 4 | 4  | 0 | 0 | 13 | 4  | +9  | 8 |
| Ezüst    | Uruguay  | 4 | 3  | 0 | 1 | 13 | 5  | +8  | 6 |
| Bronz    | Paraguay | 4 | 2  | 0 | 2 | 9  | 8  | +1  | 4 |
| 4.       | Chile    | 4 | 1  | 0 | 3 | 8  | 12 | –4  | 2 |
| 5.       | Ecuador  | 4 | 0  | 0 | 4 | 4  | 18 | –14 | 0 |

| Az 1939-es Dél-amerikai Válogatottak Bajnoksága győztese |
| -------------------------------------------------------- |
| PERU 1. cím                                              |

### Gólszerzők
| 7 gólos - Teodoro Fernández 5 gólos - Jorge Alcalde - Severino Varela 3 gólos - Tiberio Godoy - Marcial Barrios - Pedro Lago - Roberto Porta | 2 gólos - José Avendaño - Enrique Sorrel - Marino Alcívar - Manuel Arenas 1 gólos - Alfonso Domínguez - Roberto Luco - Raúl Muñoz - Raúl Toro - Ricardo Aquino - Eustaquio Barreiro - Eduardo Mingo - Víctor Bielich - Adelaido Camaití - Oscar Chirimini |

## Külső hivatkozások
- 1939 South American Championship